# Inflation (kosmologi)

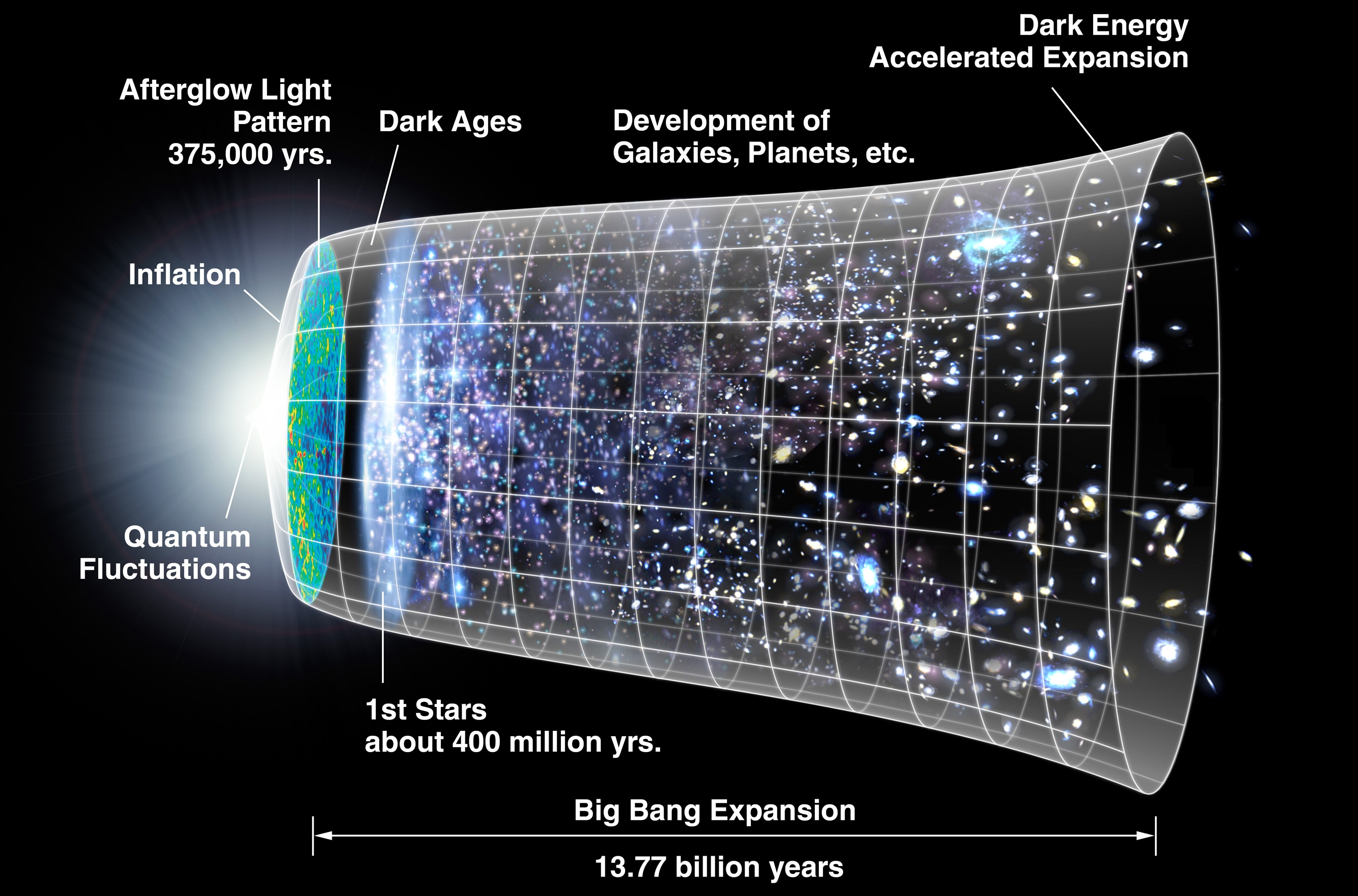

Inflation är ett begrepp som används inom kosmologi som hypotetisk förklaring till hur det kan komma sig att universum ser ut att vara likformigt i alla riktningar. Detta har en ren Big Bang-modell annars svårt att förklara. Inflationshypotesen skulle även förklara varför universum är så platt som det förefaller.
Principen är att universum under någon bråkdels sekund nästan direkt efter att Big Bang inleddes expanderade extremt fort - storleken beräknas ha ökat ungefär 1028 gånger.

## Horisontproblemet
Om man riktar ett mikrovågsteleskop åt två diametralt motsatta punkter på himlen mäter man temperaturen på den kosmiska bakgrundsstrålningen från dessa båda riktningar. Denna mikrovågsstrålning skapades några hundra tusen år efter Big Bang, så strålningen har varit på väg till oss i mer än tretton miljarder år. Detta betyder att strålningen från den ena sidan ännu inte bör ha nått fram till den andra sidan, eftersom den just passerar oss, och därmed vet de inte något om varandras temperatur. Ändå är temperaturen i de båda punkterna praktiskt taget densamma, 2,7 K, med en avvikelse på bara några hundratusendels K. Problemet som uppstår blir hur temperaturen kan vara densamma trots att de båda delarna av kosmos aldrig har varit i kontakt med varandra, då avståndet mellan de två punkterna växer snabbare än ljusets utbredningshastighet (se universums expansion). Inflationen löser detta problem genom att föreslå att universum under en kort period i början genomgick en exponentiell expansion, som var så stark att delar av universum som hade varit i kontakt med varandra innan inflationen, tappade kontakten med varandra i och med att de kom för långt från varandra.

## Universums flathet
När man försökt mäta hur krökt universum är idag, kommer man fram till att universum är så nära platt att densitetsparametern Ω0 är lika med 1 +/- 0,01, baserat på data från Wilkinson Microwave Anisotropy Probe (WMAP) – som mäter bakgrundsstrålningen –  tillsammans med Sloan Digital Sky Survey och avlägsna supernovor.
Men denna parameter ändras med universums expansion på ett sådant sätt att Ω0 vid tiden 1 s efter att Big Bang inleddes i så fall bör ha legat i intervallet 1 ± 10-15, vilket indikerar att universum var synnerligen platt då, men många kosmologer känner obehag inför denna form av finstämning.

## Inflationens försök till svar
Inflationsteorin föreslogs 1981 av den amerikanske fysikern och kosmologen Alan Guth (för en personlig beskrivning av inflationsmodellens utveckling se ). Guth hade upptäckt att vid den tidpunkt då temperaturen i universum sjönk så mycket att den  storförenade teorin förutsäger att naturkrafterna delas upp i den starka kärnkraften och den elektrosvaga kraften, vilket är ett exempel på en fasövergång, så skulle universum tillfälligt kunna hamna i ett falskt vakuumtillstånd. Detta tillstånd är analogt med underkylt vatten. Strax under nollpunkten finns det två jämviktstillstånd för vatten, det vill säga två tillstånd i vilka vattnets energi är mindre än i närliggande tillstånd.  Dessa tillstånd är flytande vatten och is, men isen har en lägre energi än det flytande vattnet, så att om det underkylda vattnet störs övergår det till is, och i samband med den fasövergången frigörs vattnets överskottsenergi. Guth upptäckte att universum kunde genomgå en liknande process ungefär 10-35 sekunder efter Big Bang beroende på hur den storförenade teorin såg ut.  Det falska vakuumtillståndet har den egenskapen att gravitationen blir repellerande, vilket resulterar i en exponentiell expansion för universum. Den energi som sedan frigörs i samband med att universum lämnar det falska vakuumtillståndet ungefär 10-32 sekunder efter Big Bang, frigörs som vanliga partiklar, kvarkar, leptoner och fotoner.  Under den korta inflationsfasen kan universums storlek ha ökat så mycket som 1028 gånger. 
Denna starka tillväxt tvingar universums krökning att bli så liten att densitetsparametern bör ligga inom 1/10 000 från värdet 1 idag, och förutsäger att hela det universum som är observerbart idag var i kontakt innan inflationsfasen även om bara mindre delar har kontakt med varandra idag, vilket förklarar att bakgrundsstrålningen är så jämn som vi observerar. 
Inflationen kan också förklara de storskaliga strukturerna i universum - galaxer, galaxhopar, superhopar - genom att förklara hur det kan uppstå små densitetsvariationer i det tidiga universum.  Strängt taget finns det två sätt på vilka inflationen skapar densitetsvariationer. Dels kan inflationen blåsa upp småskaliga kvantvariationer i det pre-inflatoriska universumet till makroskopiska densitetsvariationer, och därtill uppkommer det fluktuationer vid fasövergången då universum lämnar det falska vakuumtillståndet. Faktum är att dessa fluktuationer är så stora i Guths ursprungliga modell att denna modell inte kan producera vårt universum.
Detta problem löstes följande år oberoende av varandra av Andrei Linde och av Andreas Albrecht med Paul Steinhardt, genom att de antog en variant av en storförenad teori i vilken fasövergången från det falska vakuumet sker mjukare än i Guths ursprungliga inflationsmodell. Sedan dess har ett stort antal andra varianter av inflationsmodeller producerats, och man har också studerat andra fasövergångar än den från en storförenad teori till en uppdelning i stark kärnkraft och elektrosvag kraft.  Under senare år har modeller som baseras på supersträngteori fått särskild uppmärksamhet (för en översikt se till exempel  eller för en populär beskrivning ).
Ett av de mest intressanta scenarierna för inflation är så kallad evig inflation. I detta finns vi i ett stort multiversum som hela tiden befinner sig i exponentiell expansion, men där lokala fluktuationer leder till att mindre delar av universum genomgår en fasövergång till ett långsamt expanderande universum liknande det universum vi ser runt oss idag. I så fall kommer det i det stora multiversum att finnas många mindre universa i vilka expansionen går långsammare. Dessa universa kommer att ha delvis olika naturlagar, men i några stycken kommer naturlagarna och förhållandena att vara sådana att de kan börja bilda galaxer och så vidare. Dock så kan dessa olika fickuniversum aldrig få kontakt med varandra eftersom expansionen i det omgivande multiversum är så snabb att avståndet mellan två fickuniversum ständigt växer.

## Teoretisk beskrivning
Rumtiden i ett expanderande universum beskrivs av Friedmann-Lemaître-Robertson-Walkermetriken:
{\displaystyle {\mbox{d}}s^{2}=-c^{2}{\mbox{d}}t^{2}+a^{2}\left(t\right)\left[{\frac {{\mbox{d}}r^{2}}{1-kr^{2}}}+r^{2}\left({\mbox{d}}\theta ^{2}+\sin ^{2}\theta {\mbox{d}}\phi ^{2}\right)\right]},
där {\displaystyle a(t)} är en skalfaktor, vilken beskriver universums expansion. Skalfaktorns utveckling med tiden beskrivs av Friedmanns ekvationer:
{\displaystyle H^{2}=\left({\frac {\dot {a}}{a}}\right)^{2}={\frac {8\pi G}{3}}\rho +{\frac {\Lambda }{3}}-{\frac {k}{a^{2}}}}
{\displaystyle {\frac {\ddot {a}}{a}}=-{\frac {4\pi G}{3}}\left(\rho +3p\right)+{\frac {\Lambda }{3}}}.
Låt oss bortse från den kosmologiska konstanten {\displaystyle \Lambda }.  
Tillståndsekvationen för det falska vakuumet är
{\displaystyle p=w\rho _{m}c^{2}\,},
med det särskilda värdet {\displaystyle \!w=-1}. Lösningen i detta fall har en konstant densitet {\displaystyle \rho } och skalfaktorn varierar som:
{\displaystyle a(t)=a_{0}e^{Ht}\,}.
Där H är hubbleparametern, vilken då kan skrivas som förhållandet mellan skalfaktorns tidsmässiga variation och dess momentana värde, dvs
{\displaystyle H={\frac {\dot {a}}{a}}}, och i just detta fall är konstant.

## Kritik mot inflationsmodellen
Inflationsteorin har kritiserats på flera punkter. För det första är det inte en enda teorin utan en stor grupp av teorier, där formen på det slutliga universumet beror kritiskt på olika parametrar i teorin, och för de flesta parameterval får man inte ett universum som liknar vårt. För det andra beror resultatet av inflationen också på hur universum såg ut innan inflationen började, och för de flesta sådana tillstånd får vi inte ett universum som liknar det universum som vi observerar idag, och av de tillstånd som producerar ett universum som liknar vårt, så är det många som når dit utan att gå igenom en inflationsfas. Slutligen finns det beräkningar som tyder på att sannolikheten för att inflationen ska producera ett universum som liknar vårt är mycket låg, men det finns fortfarande principiella problem att definiera ett lämpligt sätt att mäta denna sannolikhet på. Anna Ijjas har tillsammans med Paul Steinhardt och Abraham Loeb argumenterat för att Planck-satellitens observationer av fluktuationerna i mikrovågsbakgrunden leder till slutsatsen att det är osannolikt att vårt universum uppstod ur en inflationsfas. De konstaterar att fluktuationerna följer en enkel skalinvariant modell och att Planck inte har observerat några polarisationsmönster som kan härledas till gravitationsvågor som har skapats i det tidiga universum. Detta leder till att de inflationsmodeller som bäst stämmer med observationerna har ett inflatonfält liknande det i Lindes samt Steinhardts och Albrechts modeller medan många andra inflationsmodeller utesluts av dessa observationer. Ijjas et al. ser en sådan modell som osannolik jämfört med andra tänkbara inflationsmodeller. Som ett alternativ till inflationsmodellen har Steinhardt och Neil Turok föreslagit en ekpyrotisk modell. I denna modell genomgår universum successiva faser av expansion och kontraktion som ett resultat av upprepade kollisioner mellan två bran i en högre dimension.
Ett typiskt sätt för förespråkarna för inflationsteorin att bemöta denna kritik på är att referera till den antropiska principen som säger att vi människor kommer att observera ett universum som har egenskaper som är lämpliga för att vi ska kunna uppstå och leva i det. Om det finns andra universa som inte är lämpliga för oss, så kan vi ändå inte observera dem eftersom vi aldrig kan uppstå och leva i dem.

## Observationer
Observationerna från WMAP överensstämmer med att en inflation har skett. Det finns ett flertal olika inflationshypoteser som ger olika förutsägelser om detaljerna i hur inflationen skedde, och observationerna kan nu urskilja vilka hypoteser som är mindre troliga. De enklaste hypoteserna förefaller tillräckliga för att förklara observationerna. Dessa observationer stämmer också väl överens med förutsägelserna från den ekpyrotiska modellen, men inflationsteorin förutsäger en mycket kraftigare bakgrund av gravitationsvågor än den ekpyrotiska modellen.
I mars 2014 meddelade ett amerikanskt forskarlag ett lyckat test av inflationsteorin genom att i mikrovågsbakgrundens polarisation leta efter signaler från de gravitationsvågor som genererades under Big Bang (för en populär beskrivning se ). Observationer med teleskopet BICEP2 vid Sydpolen visade mönster i den polariserade strålningen vars egenskaper stämde överens med det man väntar sig av gravitationsvågor som uppstod under inflationen, men som är i konflikt med förväntningarna från den ekpyrotiska modellen. Dessa resultat har senare (2015) visat sig vara felaktiga och den cirkulärpolarisation som BICEP2 har mätt upp kommer från kosmiskt damm.